# هراچیا گریگوریان (بزرشناس)
هراچیا کاراپتی گریگوریان (ارمنی: Հրաչյա Կարապետի Գրիգորյան؛  زادهٔ ۱۴ مهٔ ۱۹۰۹ - درگذشته ۳ ژوئیهٔ ۱۹۷۹) یک کشاورز و برزشناس اهل ارمنستان بود.

## زندگی‌نامه
در ۱۴ مهٔ ۱۹۰۹ در آخالتسیخه به دنیا آمد و از دانشگاه ملی علوم کشاورزی ارمنستان فارغ‌التحصیل شد.   وی همچنین برنده دانشمند شایسته ارمنستان شوروی (۱۹۶۷) شده است. وی در ۳ ژوئیهٔ ۱۹۷۹ در سن ۷۰ سالگی در ایروان درگذشت.

## یادداشت
1. ↑  գյուղատնտեսական գիտությունների դոկտոր